# William Higinbotham
William Higinbotham (Bridgeport, 25 ottobre 1910 – Gainesville, 10 novembre 1994) è stato un fisico statunitense.
Laureatosi nel 1932 al Williams College, proseguì gli studi alla Cornell University e all'MIT. Lavorò anche al Los Alamos National Laboratory negli anni della guerra, e fu testimone del primo scoppio della bomba atomica.

## La formazione
Nel 1938, durante il suo ultimo anno alla Williams College, usò un oscilloscopio per produrre un sistema per visualizzare la modulazione audio ad alta frequenza, trasmessa da una stazione radio. Appena laureato alla Cornell, vi lavorò come tecnico generico nel dipartimento di fisica, dove fece esperienza nel campo dell'elettronica nuova e in rapida evoluzione.

## Il periodo al MIT e gli studi sulla bomba atomica
Nel 1940, Higinbotham fa parte dello staff del Radiation Laboratory del MIT dove lavorò sui tubi a raggi catodici per radar aerei, navali, e terrestri. Qui progettò un modo per visualizzare le onde radio che echeggiavano o rimbalzavano fuori da bersagli distanti. Più tardi, Higinbotham lavorò sul sistema di visualizzazione del radar Eagle, montato su un aereo B-28 che durante il volo doveva visualizzare dei bersagli terrestri. L'immagine della zona bersaglio era ferma sul display, nonostante deviazioni di rotta, beccheggio o rollio del velivolo durante la manovra verso il bersaglio. Questo lavoro lo portò a brevettare dei circuiti che utilizzavano amplificatori operazionali,  come quelle del computer analogico utilizzato per il gioco del tennis.
Nel 1944, fu convinto ad aderire al Progetto Manhattan a Los Alamos National Laboratory nel Nuovo Messico, dove ha poi lavorato come responsabile del gruppo per la divisione elettronica. Fu testimone della detonazione della prima bomba atomica e stava per diventare il primo presidente della Federation of American Scientists (Federazione degli Scienziati Americani) avvenuta nel 1946, un'organizzazione fondata subito dopo la seconda guerra mondiale contro la guerra nucleare e la diffusione delle armi atomiche. Egli credeva fermamente nell'importanza di mantenere l'energia atomica in mano ai civili.

## Lo sviluppo dei videogiochi e la causa con Nintendo
Nel 1958, creò, assieme al suo collega Robert V. Dvorak, uno dei primi videogiochi, Tennis for Two (simile a Pong), per intrattenere i visitatori e gli studenti annoiati al Brookhaven National Laboratory, un laboratorio di ricerca nucleare negli Stati Uniti. Tennis for Two fu una naturale conseguenza della sua istruzione e di esperienza lavorativa. Per farlo usò un oscilloscopio come schermo e un computer analogico (Donner 30), che raffiguravano una specie di tennis in cui un puntino (la pallina) veniva fatto rimbalzare orizzontalmente da un lato all'altro dello schermo. Mediante una specie di paddle era possibile colpire la pallina ed assegnargli una traiettoria allo scopo di non colpire la rete centrale. Il suo esperimento fu solamente a carattere dimostrativo e non venne neppure brevettato per cui non ci fu alcun seguito.

Nel 1985, Nintendo citò Magnavox e cercò di invalidare i brevetti di Baer dicendo che ime era il Tennis for Two di Higinbotham costruito nel 1958. La corte decise che questo gioco non utilizzava il segnale video e che quindi non poteva qualificarsi come videogame. Come risultato, Nintendo perse la causa e continuò a pagare i diritti (royalties) alla Sanders Associates. Higinbotham in quel periodo fu chiamato a deporre davanti ad una giuria consegnando una copia degli schemi originali del suo gioco.

## Gli ultimi anni e la morte
Dal 1974 in poi rivestì la figura di recensore tecnico presso il Journal of Nuclear Materials Management. Morì a Gainesville, in  Georgia nel 1994.

## Brevetti
Col senno di poi, Higinbotham fu consapevole che avrebbe dovuto brevettare il gioco. Se lo avesse fatto, però, il brevetto sarebbe comunque appartenuto al governo federale, e non ne avrebbe comunque tratto nessun profitto. La ragione per cui non lo brevettò, fu che il gioco non sembrava poi essere tanto una novità, rispetto a quello del circuito di una pallina che rimbalza, descritto nel manuale di istruzioni del computer analogico utilizzato.
Segue una tabella che riassume alcune invenzioni brevettate dal fisico.
| DATA RILASCIO    | TITOLO ORIGINALE                                                                         | BREVETTO U.S.                                         | DATA REGISTRAZIONE | BREVE DESCRIZIONE |
| ---------------- | ---------------------------------------------------------------------------------------- | ----------------------------------------------------- | ------------------ | --- |
| 10 aprile 1951   | Shaft Rotation Indicating Circuit                                                        | http://pdfpiw.uspto.gov/.piw?PageNum=0&docid=02548790 | 9 giugno 1945      | Circuito elettronico per l'indicazione della posizione angolare di un organo meccanico rotante rispetto ad una posizione di riferimento.                                                              |
| 20 novembre 1951 | Counter Chronograph                                                                      | http://pdfpiw.uspto.gov/.piw?PageNum=0&docid=2575759  | 7 febbraio 1949    | Cronografo elettronico di precisione, semplice da impostare, per misurare intervalli di tempo dell'ordine di centinaia di microsecondi.                                                               |
| 20 maggio 1952   | Pulse Generator Circuit                                                                  | http://pdfpiw.uspto.gov/.piw?PageNum=0&docid=2597322  | 14 settembre 1945  | Circuito elettronico per generare un'approssimativo segnale a dente di sega con possibilità di regolazione della velocità di salita.                                                                  |
| 2 marzo 1948     | Electronic System For Differentiating Voltage Wave Forms                                 | http://pdfpiw.uspto.gov/.piw?PageNum=0&docid=2436891  | 19 febbraio 1945   | Circuito elettronico per ottenere, con grande precisione, un segnale in uscita che sia la derivata di un dato segnale in ingresso.                                                                    |
| 2 marzo 1948     | Modulated Saw-Tooth Sweep Generator                                                      | http://pdfpiw.uspto.gov/.piw?PageNum=0&docid=2436890  | 24 gennaio 1945    | Circuito per ottenere un segnale a dente di sega, prodotto da un generatore di scansione utilizzabile comea base dei tempi di un tubo catodico.                                                       |
| 18 marzo 1952    | Electrical Integration Circuit                                                           | http://pdfpiw.uspto.gov/.piw?PageNum=0&docid=2589807  | 25 gennaio 1945    | Circuito elettrico in cui la forma d'onda in uscita sia l'integrale della forma d'onda d'ingresso. |
| 30 ottobre 1951  | Compensated Plan Position Indicator                                                      | http://pdfpiw.uspto.gov/.piw?PageNum=0&docid=2573021  | 30 ottobre 1944    | Circuito elettronico per stabilizzare l'immagine di un sistema portatile radar (PPI). |
| 2 gennaio 1951   | Fast Impulse Circuits                                                                    | http://pdfpiw.uspto.gov/.piw?PageNum=0&docid=2536808  | 8 marzo 1949       | Circuito generare impulsi a una velocità frazionaria rispetto a fenomeno fisico che si verifica in rapida successione.                                                                                |
| 5 dicembre 1950  | Aircraft Radar-Map Roll Correction System                                                | http://pdfpiw.uspto.gov/.piw?PageNum=0&docid=2532549  | 9 luglio 1945      | Circuito elettrico per permettere ad un radar di visualizzare una mappa continuamente accurata della porzione di obiettivi sulla superficie terrestre, nonostante sia installato su un aereo in volo. |
| 4 maggio 1965    | Linear Gate With Gating Pulses applied To Collector Through The Primary Of A Transformer | 3182208                                               | 3 luglio 1962      | |
| 11 maggio 1948   | Electronic Squaring Circuit                                                              | 2441387                                               | 30 ottobre 1944    | |